# OTRAG
OTRAG (ドイツ語: Orbital Transport und Raketen AG 或いは Orbital Transport and Rockets, Inc.) は、西ドイツのシュツットガルトを拠点としたは1970年代から1980年代初頭にかけて計画された人工衛星打ち上げロケット用の推進システムの開発を計画した企業である。OTRAGは最初期の民間によるロケットの開発と製造を目的とした企業だった。OTRAGはCommon Rocket Propulsion Units (CRPU) と称する同一の規格化されたロケットを束ねることによって既存の打ち上げシステムを代替する廉価な打ち上げシステムの構築を目指した。

## 歴史
OTRAGは1975年に西ドイツの航空宇宙技術者であるルッツ・カイゼル(Lutz Kayser)によって設立された。目的は低コストの人工衛星打ち上げロケットを開発、運用する事だった。
OTRAGロケットの概念は当時のアリアンやNASAのスペースシャトル等のロケットとは全く異なった概念による物でOTRAGロケットの開発と生産を目的として600人からなる出資者達から資金を集めた。
NASAのケネディ宇宙センターを退職したIng Kurt H. Debus博士が会長になりヴェルナー・フォン・ブラウンがカイゼルの科学顧問になった。
Debusとフォン・ブラウンの懸念にもかかわらず、カイゼルは1975年にザイール(現コンゴ民主共和国のカタンガ州)のShabaを試験と打ち上げ施設に選んだ。Debusとフォン・ブラウンはザイール人がこの施設からミサイル技術を獲得する可能性を懸念した。Kayserは彼等の反対にも拘らず続行する事を決め、1977年から試験を始めた。
会社の業務を停止するように政治的圧力がかかった。フランスとソビエト連邦は歴史的にドイツによる長距離ロケットの開発に反対しており、1979年にザイール政府に開発施設を閉鎖するように圧力をかけた。
直後にフランス大統領のヴァレリー・ジスカール・デスタンとソビエトのレオニード・ブレジネフが西ドイツ政府にOTRAG計画の中止とドイツ人の運営の閉鎖を迫った。1980年にOTRAGは生産と試験施設をリビアの砂漠へ移転した。この施設で1981年から始まった一連の試験は成功したものの、またしても外交圧力により、閉鎖を迫られた。

## ロケットの設計
OTRAGは従来の多段式ロケットとは大きく異なる設計だった。OTRAGの設計は平面の鏡板を備えたタンクの管の多数のロケットを並列に組み合わせたものであった。ロケットは一般的な通信衛星の重量である最大2トンの衛星を静止軌道へ投入するように設計された。計画では同一のモジュールを組み合わせて10トン以上の軌道投入能力を備える事も視野に入れていた。
ロケットは直径27cm、全長6mの個々の管によって構成されていた。これら4本の管にを1本に接合して上端に燃料と酸化剤タンクと下端にロケットエンジンを備えた結果、24mの長さになった。燃料はケロシンで硝酸と四酸化二窒素の50/50の混合物を酸化剤とした。点火は少量のフルフリルアルコールを燃料より先に噴射して硝酸と接触することで自己着火する事によって行う。ロケットの専門家によればこの推進剤の組み合わせは過去にも検討されたが、燃焼が不安定でポゴ振動が生じやすいため、従来のロケットでは使用されなかったが、OTRAGでは個々の推進剤のタンクが細長く容積が小さいため、ポゴ振動が発生しにくかった。簡略化された設計により、燃料のエンジンへの供給にポンプを使用せず燃料タンク内にはわずか66%までしか燃料を充填せず、圧縮空気を充填する事で推進剤をアブレーション冷却の燃焼室へ押し出す。推力制御は電気機械式推進剤弁で部分的に閉じることで行う。推進剤の供給弁の開閉制御にはワーゲンビートルのワイパー用のモーターが使用された。ピッチ軸とヨー軸は対角方向のエンジンの推力を増減する事で行う。この原理は信頼性が高く大量生産により廉価になる。
モジュラー設計を取り入れる事により規模の経済により大幅にコスト削減する事を目指した。CRPUを備えた人工衛星打ち上げロケットは従来の設計と比べて打ち上げコストを約1/10に引き下げる見込みだった。全ての構成要素の生産を自動化する事で人件費を20%から80%減らし、使用済みのロケットの再使用の正当性を除去した。

## 論争と将来の展望
ザイールとリビアの隣国によるOTRAGの軍用への転換への懸念というわずかな政治的な論争が知られる。完全な軌道投入ロケットは組み立てられなかった。モジュールはザイールとリビアで打ち上げられ、6000回のロケットエンジンの地上試験と16回の単段での認証試験が概念を実証する為に実施された。
当時、ドイツの外務大臣だったハンス・ディートリヒ・ゲンシャーはフランスとソビエトの政治的圧力の下で最終的に計画の中止を命じ、西ドイツは"ヨーロッパ製ロケット"であるアリアン計画への共同出資に加わる事によりOTRAG計画は不要になり、まだ分断されていた1980年代初頭のドイツの政治的緊張を緩和した。
NASAの商業軌道輸送サービスはvon Braun Debus Kayser Rocket Science LLC, DE (BDKRS)のような企業にアメリカ国籍の株主による50%の所有を求める。これはドイツの市民権を有するKayserに少なくとも彼の所有する株式の50%をアメリカ人へ売却する事を強制する。
最近では同社が助言を与えていたインターオービタル システムズに類似のモジュラーロケットの設計がネプチューンシリーズに導入された。
アルマジロ・エアロスペースの創設者で主導的技術者であるJohn Carmackは月例報告とフォーラムへの投稿で彼はOTRAG技術に類似のモジュラーロケットを含む軌道周回機を期待するとされる。OTRAGの設立技術者であるKayserは2006年5月にアルマジロを訪問してCarmackに原型の研究機材のいくつかを貸与した。
"私は数ヶ月Lutz Kayserに対応していくつかの事を学んだ。私は真剣に濃度98%の過酸化水素(ケロシンとの2液推進系を仮定)によるOTRAG型の大規模なクラスター型の廉価なモジュール式の軌道周回設計を検討してすでに軌道周回打ち上げ費用を大幅に低減する実行可能な方法の一つであると考える。Lutzと詳細について協議した後、私はこれは大幅な軌道投入能力を獲得する最も廉価な開発であると考えた。最終的には再利用可能なロケットが引き継ぐだろうが、現在の予算でできるすべての方法でこの方法が最良であると確信した。個々のモジュールは現在の私達の機体よりも単純で、私たちは手作りの試作機を凌駕する、より生産性の優れた生産方法を見つけるでしょう。" -- 2006年6月 アルマジロ エアロスペース更新

## 関連書籍
- “Batgain-basement rocket”. ポピュラーサイエンス (Bonnier Corporation) 212 (3):  76-80,186-188. (1978年3月). ISSN 0161-7370.

## 映像
- FLY ROCKET FLY - OTRAGの元社員らにインタビューしたドキュメンタリー
  - 「民間初のロケットに挑んだ男」 - NHKで放送された日本語版[9]